# Брестский курьер
«Брестский курьер» — еженедельная белорусская общественно-политическая газета с демократической ориентацией, существовавшая в 1990—2018 годах. Работает сайт издания.

## История
Первый номер «Брестского курьера» вышел в июне 1990 года и был отпечатан в Вильнюсе.
В 2015 году редакция была вынуждена сократить тираж газеты в связи с экономическим кризисом в Белоруссии.
В конце 2017 года еженедельник «Брестский курьер» пережил тяжёлый финансовый кризис, в результате которого главный редактор издания обратился к читателям с просьбой об оказании газете материальной помощи. Однако обращение не нашло ожидаемого отклика и редакцию покинула не только команда журналистов, за исключением главного редактора и его супруги, но и весь вспомогательный и технический персонал. В 2018 году печатная версия издания прекратила существование.
В 2019 году еженедельник «Брестский курьер» де-факто полностью прекратил существование, оставив за собой лишь непериодически обновляемый сайт. В этом же году владельцы издания выставили на продажу оба редакционных строения, расположенных по ул. 17 сентября, 22, 24.
В июле 2023 года сайт газеты внесли в список экстремистских материалов.

## Формат газеты
«Брестский курьер» выходил раз в неделю по средам. Объём: 32 страницы формата A3.
Тематический и жанровый диапазон «Брестского курьера» включал в себя новости и комментарии, репортажи с мест событий, журналистские расследования, аналитические обзоры, письма читателей, культурную, спортивную и криминальную хронику, материалы консультативного характера и т. д. В газете также постоянно публиковались телепрограммы, частные объявления и реклама.
Являлась участником ассоциации издателей региональной прессы «Объединённые Массмедиа».

## Известные сотрудники
- Николай Александров — поэт, главный редактор
- Алексей Голиков — журналист, заместитель главного редактора[5][6].
- Сергей Петрухин — журналист, известный белорусский блогер[7].
- Александр Кабанов — журналист, пресс-секретарь инициативной группы Светланы Тихановской.

## Награды
В 1999 году газете была присуждена международная премия «Молодая пресса Восточной Европы» фонда «Zeit-Stiftung».